# Shaughnessy Golf & Country Club
De Shaughnessy Golf & Country Club is een golfclub en een countryclub in Canada. De club werd opgericht in 1911 en bevindt zich in Vancouver, Brits-Columbia. De club beschikt over een 18-holes en werd ontworpen door de golfbaanarchitect A.V. Macan.
Naast een golfbaan, beschikt de club ook vier tennisbanen en een fitnesscentrum.

## Golftoernooien
Voor het golftoernooi is de lengte van de baan voor de heren 6410 m met een par van 70. De course rating is 74,6 en de slope rating is 135.
- Canadees Open: 1948, 1966, 2005 & 2011